# Hind Azouz
Hind Azouz (đôi khi là Azzuz) (18 tháng 8 năm 1926 – 8 tháng 2 năm 2015) là một nhà văn người Tunisia.

## Tiểu sử
Cô sinh ra ở Tunis. Cô đã xuất bản truyện ngắn và tiểu luận trong nhiều ặt báo trong suốt sự nghiệp, bao gồm al-Hayah al-thaqafiya, al-Fikr, Qisas, al-Idha'a, al-Mar'a, al-Tarbiya al-shamila, al-'Amal, và al-Sabah; cô cũng đã xuất bản một tập truyện ngắn, Fi-l-darb-al-tawil (Trên con đường dài), vào năm 1969. Cô đã nhận được nhiều huy chương từ chính phủ Tunisia trong sự nghiệp của mình, bao gồm Huân chương Văn hóa, Huy chương Việc làm, và Huân chương Đấu tranh Quốc gia; cô cũng được trao chứng nhận bởi nhiều tổ chức khác. Cô thuộc về Hội Nhà văn Tunisia và Câu lạc bộ Câu chuyện ở Tunis, và là thư ký cho cánh tay phụ nữ của Hiệp hội Hiến pháp Dân chủ. Được phát thanh viên của đài phát thanh quốc gia Tunisia làm phát thanh viên, cô cũng đứng đầu bộ phận dự án của nó. Những câu chuyện của cô chạm đến những chủ đề mà phụ nữ trung lưu quan tâm và đề cập đến những chủ đề gây tranh cãi như kiểm soát sinh đẻ và phá thai. Cô được công nhận là người tiên phong trong lĩnh vực phát sóng trong sự nghiệp của mình.